# Zahi Hawass
Zahi Hawass (em árabe: زاهي حواس; nascido em Alubaidia, perto de Damieta, 28 de Maio de 1947) é um arqueólogo e egiptólogo egípcio.
Nos últimos anos adquiriu grande popularidade mundial graças às suas participações em inúmeros documentários que abordam a civilização do Antigo Egito. Em 2006 foi nomeado pela revista TIME como uma das cem pessoas mais influentes do planeta.
De 2002 a 2011, desempenhou o cargo de secretário-geral do Conselho Supremo de Antiguidades do Egito. Entre os seus projetos atuais encontravam-se a abertura de novos museus no país, bem como a restauração das pirâmides de Gizé.
Advindo de família humilde, o seu pai era agricultor. Formou-se em Arqueologia Grega e Romana no ano de 1967 em Alexandria. Fez estudos de pós-graduação na Universidade da Pensilvânia na Filadélfia - Estados Unidos, na área da Egiptologia e Arqueologia sírio-palestiniana, tendo obtido o grau de mestre em 1983. Em 1987 doutorou-se em Egiptologia na mesma universidade.
Entre 1987 e 1997 foi diretor do complexo de pirâmides de Gizé e Sakara.
Personalidade não alheia à polémica, tem pedido o regresso de antiguidades egípcias ao seu país, como o famoso busto da rainha Nefertiti, atualmente em Berlim, ou a Pedra de Roseta, que se encontra no Museu Britânico em Londres.
É um opositor de teorias que afirmam que as pirâmides teriam sido construídas por extraterrestres, tendo criado um neologismo para designar os adeptos de tais ideias: "piramidiotas".
Em 17 de Julho de 2011, como ministro de Antiguidades do Egito, Zahi, com então 64 anos, foi demitido de seu cargo após meses de pressão de críticos que o acusavam de ser próximo demais do regime de Housni Mubarak.

## Livros
- Mountains of the Pharaohs: The Untold Story of the Pyramid Builders, 2006. ISBN 978-0-385-50305-1

## Títulos e prêmios
- Em 2008, recebeu o título de doutor honorário da Universidade Americana no Cairo e em 2011, recebeu o mesmo título pela Universidade Nova de Lisboa.